# Mittelfeld (Hannover)
Mittelfeld ([mɪtəlfɛlt] ) ist ein Stadtteil von Hannover und gehört zum 8. Stadtbezirk Döhren-Wülfel.

## Lage und Geschichte
Mittelfeld liegt am südlichen Stadtrand. Er wird begrenzt durch die Eisenbahnstrecke nach Göttingen und die Karlsruher Straße im Westen, die Garkenburgstraße und das Waldgebiet Seelhorst im Norden, die Straßen Schwarze Worth, Schlehengarten und Laatzener Straße, Cousteaustraße und den Kronsberg im Osten sowie die Kronsbergstraße, den Messeschnellweg und die Wülferoder Straße im Süden. Südlich grenzt zudem die Stadt Laatzen.
Der Stadtteil entstand in den 1950er Jahren als Siedlung für Heimatvertriebene. Östlich des Messeschnellwegs befindet sich die in den 1930er Jahren entstandene Siedlung Hannover-Seelhorst. Nördlich davon befindet sich das Berufsbildungswerk des Annastiftes, auf dessen Gelände eine Weidenkirche errichtet wurde.

## Sehenswürdigkeiten, Freizeit und Infrastruktur
- Etwa die Hälfte der Fläche des Stadtteils nimmt das über 130 Hektar große Messegelände Hannover in Anspruch. Dazu kommt das ehemalige Expo-Gelände und der Peppermint Pavillon.
- An der Karlsruher Straße steht die Pagode des Klosters Viên Giác der Kongregation der Vereinigten Vietnamesischen Buddhistischen Kirche, die zu den größten außerhalb Vietnams gehört.
- Auf den nördlich gelegenen Bezirksanlagen trainiert auch der VfB Hannover-Wülfel.
- Am Lehrter Platz liegt die evangelische Gnadenkirche zum Heiligen Kreuz von 1962, nicht weit davon die katholische St.-Eugenius-Kirche von 1956.
- An der Eisenbahnstrecke befindet sich das Üstra Busdepot Süd.
- Mittelfeld ist durch mehrere Stadtbahnhaltestellen erschlossen.[3]

| Linie | Verlauf | Takt                                       |
| ----- | --- | ------------------------------------------ |
| 8     | (Dragonerstraße –) (nur HVZ) Hauptbahnhof – Kröpcke – Aegidientorplatz – Altenbekener Damm – Peiner Straße – Bothmerstraße – Stadtfriedhof Seelhorst – Am Mittelfelde – Messe/Nord | 10 min (werktags) 15 min (sonn-/feiertags) |
- Zu den bekanntesten Plätzen gehört der Rübezahlplatz.

## Bevölkerung
In Mittelfeld leben Ende 2022 9.673 Menschen (4.717 Frauen und 4.956 Männer) aller Altersgruppen mit mittlerem bis unterem Einkommen. Etwa 45,2 % haben einen Migrationshintergrund, nach Deutsch sind die häufigsten Sprachen Türkisch und Arabisch (jeweils etwa 6 %), gefolgt von Polnisch und Englisch (jeweils etwa 4 %). Viele sind EU-Ausländer oder Auslandsstudenten in den zahlreichen Studentenwohnheimen am Expo-Gelände. Die Arbeitslosigkeit liegt bei etwa 9 % und ist damit stark gesunken.